# Andreas Löwenhöök
Karl Gunnar Andreas Löwenhöök, ursprungligen Fransson, född 10 februari 1984 i Skellefteå, är en svensk politiker och oppositionsråd i Skellefteå kommun och gruppledare för Moderaterna i Skellefteå.

## Biografi
Löwenhöök började sin politiska karriär i Moderata ungdomsförbundet, och var ordförande för dess Skellefteåförening 2003–2005 och vice ordförande för Västerbottensdistriktet 2006–2009. Under 2004 och 2005 i riksrådet för nätverket Mörkblått Värn som ledamot och ceremoniledare (sedermera Unga Konservativa Moderater), där han bland annat pläderade för en återgång till 1938 års abortlagstiftning med 1946 års tillägg. Denna innebar att en kvinna beviljas abort om graviditeten utgör ett allvarligt hot mot hennes liv och hälsa, om hon blivit våldtagen samt om det finns socialmedicinska skäl för en abort. Denna inställning väckte ett visst medialt intresse nationellt.
2005 - 2015 var Löwenhöök ordförande för Moderaterna i Skellefteå, efter Ulf Grape hans efterträdare var Micaela Molin senare Micaela Löwenhöök. 2010 blev han Moderaternas gruppledare i kommunfullmäktige. Han är även ledamot av Moderaternas länsförbundsstyrelse i Västerbotten. Sedan valet 2010 är han vice oppositionsråd i Skellefteå och vice ordförande i landstingets nämnd för folkhälsa och primärvård i Skellefteå- och Norsjöområdet.
Löwenhöök har engagerat sig för homosexuellas, bisexuellas och transpersoners situation i Skellefteå. Han har bjudits in av Moderaternas HBT-nätverk Öppna moderater för att berätta om sitt engagemang för andra moderata kommunpolitiker. Löwenhöök har även initierat en översyn av Moderaterna i Skellefteås jämställdhetspolitik. I en debattartikel konstaterade han att han ställer sig bakom reformer som pappamånader i föräldraförsäkringen och fri abort, men att det finns många områden att arbeta med.
Andreas Löwenhöök sitter också i landstingsfullmäktige. Inför valet 2010 toppade han Moderaternas valsedlar i valen till kommun- och landstingsfullmäktige. Löwenhöök, som har engagerat sig i frågor om företagsklimatet, har föreslagit att den amerikanska varuhuskedjan Wal-Mart ska inbjudas att etablera sig i Skellefteå.
Under mandatperioden 2006–2010 var Andreas Löwenhöök ledamot av gymnasienämnden i Skellefteå, där han förespråkade slumpvisa frivilliga drogtester av elever, ett förslag som avslogs av nämnden efter utredning. Under denna mandatperiod arbetade han som politisk sekreterare i Västerbottens läns landsting och var vice ordförande i Region Västerbottens fullmäktige.
Under åren 2018-2020 var Andreas Löwenhöök ledamot i Västerbottens ishockeyförbunds styrelse och ordförande för förbundets funktionärskommitté.